# Catie Ball
Catherine Northcutt "Catie" Ball, född 30 september 1951 i Jacksonville i Florida, är en amerikansk före detta simmare.
Ball blev olympisk guldmedaljör på 4 x 100 meter medley vid sommarspelen 1968 i Mexico City.